# Sesioctonus biospleres
Sesioctonus biospleres är en stekelart som beskrevs av Briceno 2003. Sesioctonus biospleres ingår i släktet Sesioctonus och familjen bracksteklar. Inga underarter finns listade i Catalogue of Life.